# Anna Held
Anna Held, właśc. Helena Anna Feld (ur. 8 marca 1872 w Warszawie, zm. 12 sierpnia 1918 w Nowym Jorku) – amerykańska piosenkarka, tancerka i aktorka pochodzenia żydowskiego.

## Życiorys
Amerykańska piosenkarka, tancerka i aktorka. Pod koniec XIX wieku występowała na Broadwayu, zyskując opinię jednej z najpiękniejszych kobiet świata. W latach 1897–1913 była związana z Florenzem Ziegfeldem, który uczynił z niej gwiazdę swoich rewiowych przedstawień. W kinie zagrała jedną główną rolę – tytułową bohaterkę ekranowej adaptacji sztuki Maurice'a Hennequina Madame la Presidente.
W filmie Król kobiet (Wielki Ziegfeld) (oryg. The Great Ziegfeld, 1936, reż. Robert Z. Leonard) rolę Anny Held zagrała Luise Rainer, nagrodzona Oscarem. W filmie telewizyjnym Rewia, kobiety i śpiew (oryg. Ziegfeld: The Man and His Women, 1978, reż. Buzz Kulik), opowiadającym o życiu Ziegfelda, w roli Anny Held wystąpiła Barbara Parkins.
Jej mężem był Maximo Carrera, z którym miała córkę Liane Held Carrera.

## Filmografia
- Anna Held (1901) jako ona sama
- Kometa (The Comet, 1910)
- Elevating an Elephant (1913)
- Madame la Presidente (1916) jako Mademoiselle Gobette